# Thomas Noel, 2. Viscount Wentworth
Thomas Noel, 2. Viscount Wentworth (* 18. November 1745; † 17. April 1815) war ein britischer Peer und Politiker.
Thomas Noel war der Sohn des Edward Noel, 1. Viscount Wentworth, aus dessen Ehe mit Judith Lamb. Er besuchte von 1757 bis 1763 das Eton College und studierte ab 1763 am Brasenose College der Universität Oxford.
Am 20. Oktober 1774 wurde er als Knight of the Shire für Leicestershire ins britische House of Commons gewählt. Nur elf Tage später starb sein Vater, wodurch er dessen Adelstitel als 2. Viscount Wentworth, 10. Baron Wentworth und 7. Baronet, of Kirkby Mallory, erbte. Er wurde dadurch Mitglied des britischen House of Lords und schied dazu aus dem House of Commons aus, bevor seinen dortigen Sitz einnehmen konnte. Im Parlament gehörte er der Partei der Tories an.
1790 erhielt er das Hofamt eines Lord of the Bedchamber, das er bis zu seinem Tod innehatte. 1798 wurde er Colonel der Leicestershire Provisional Cavalry und 1803 Lieutenant-Colonel und Kommandeur der West Leicestershire Volunteers.
1788 heiratete er Lady Mary Henley († 1814), Witwe des Edward Ligonier, 1. Earl Ligonier, Tochter des Robert Henley, 1. Earl of Northington. Die Ehe blieb kinderlos, er hinterließ jedoch einen unehelichen Sohn, Rev. Thomas Noel (1774–1853), der anglikanischer Pfarrer von Kirkby Mallory in Leicestershire wurde und als solcher 1815 die Ehe zwischen seiner Cousine Anne Milbanke und dem Dichter George Byron, 6. Baron Byron, schloss.
Da er keine legitimen männlichen Nachkommen hatte, erlosch sein Viscount- und sein Baronettitel mit seinem Tod im Jahr 1815. Sein Baronstitel war als Barony by writ auch in weiblicher Linie erblich und fiel in Abeyance zwischen seinen Schwestern bzw. deren Nachkommen und wurde schließlich 1856 für seine oben genannte Nichte Anne, Baroness Byron, als 11. Baroness wiederhergestellt.